# Tessuto di granulazione
In patologia, il tessuto di granulazione è una modificazione istologica del tessuto connettivo, rilevabile in sezioni in cui si è sviluppato un processo di infiammazione acuta in via di cronicizzazione. Il tessuto appare come granulato, dove i granuli rappresentano gli abbozzi dei vasi sanguigni.
Interviene nel processo di riparazione delle ferite.
Non è un vero e proprio tessuto, ma rappresenta l'inizio della neoangiogenesi, o processo di formazione di nuovi vasi sanguigni, che avviene a seguito della massiccia produzione di VEGF (Vascular Endothelial Growth Factor) da parte delle cellule in carenza di nutrienti e di ossigeno
, il quale stimola la produzione di abbozzi di vasi sanguigni.
Durante le infiammazioni croniche o il processo di metastatizzazione tumorale, i vasi sanguigni derivati dal tessuto di granulazione consentono di fornire alle cellule in loco ulteriori nutrienti per la crescita. Inoltre le cellule cancerose che invadono la membrana basale possono riversarsi nel circolo ematico proprio tramite questi nuovi vasi sanguigni, formando i tumori secondari (metastasi).
Durante l'infezione acuta invece, se essa si risolve in pochi giorni, si può avere un abbozzo di vasi sanguigni che tuttavia non si caviteranno e regrediranno in breve tempo.